# Schuppanzigh-Quartett (Köln)
Das Schuppanzigh-Quartett ist ein in Köln beheimatetes Streichquartett-Ensemble, das im Jahr 1996 gegründet wurde.
Mitbegründer des Ensembles ist Primarius Anton Steck (Violine), früher Konzertmeister bei Musica Antiqua Köln, Concerto Köln sowie Les Musiciens du Louvre. Zum Ensemble gehören außerdem Katja Grüttner (2. Violine, seit 2018), Christian Goosses (Viola)  und Werner Matzke (Violoncello, seit 2012). Frühere Ensemble-Mitglieder waren Christoph Mayer (2. Violine), Franc Polman (2. Violine), Jane Oldham (Viola) und Antje Geusen (Violoncello).
Namensgeber des Quartetts war der österreichische Violinist und Dirigent Ignaz Schuppanzigh (1776–1830).

## Diskografie
- Ferdinand Ries: String quartets 2. Cpo-Musikproduktion, Georgsmarienhütte 2007
- Ferdinand Ries: String quartets 1. Cpo-Musikproduktion, Georgsmarienhütte 2005
- Joseph Martin Kraus: Flötenquintett. Delta Music, Frechen 2003
- Ludwig van Beethoven: Beethoven im Original [Quartette]. Staatliches Institut für Musikforschung, Berlin [2001]
- Gaetano Brunetti: String quartets. Cpo-Musikproduktion, Georgsmarienhütte [2001]
- Ludwig van Beethoven: Streichquartette op. 18, 4 & op. 59, 3. Freiburger Musik-Forum, Freiburg (Breisgau) [2000]